# Watertoren (Bergen op Zoom)
De watertoren van Bergen op Zoom is ontworpen door architect D. de Leeuw en is gebouwd in 1899. De watertoren heeft een hoogte van 33,4 meter en een waterreservoir van 290 m³. 
De toren werd in 1984 buiten gebruik gesteld en 11 jaar later, in 1995, te koop aangeboden. Acht jaar daarna kreeg het gebouw voor ca. € 200.000,- een nieuwe eigenaar. Het werd gerestaureerd en verbouwd tot woonhuis annex kantoor met zes verdiepingen.
Feitelijk is het een verbouwing tot woon-werk-vermaakpand waarin geen verdiepingen zoals in de gebruikelijke zin gemaakt zijn. Daarvoor in de plaats is het een ontwerp met 14 zogeheten 'levels'.